# La Roca del Vallés
La Roca del Vallés o La Roca, oficialmente y en catalán La Roca del Vallès, es un municipio español, de la comunidad autónoma de Cataluña, en la provincia de Barcelona, dentro de la comarca del Vallés Oriental. Pertenece al partido judicial de Granollers.

## Geografía
El municipio está situado en el cruce del antiguo Camino Real (ahora autopista hacia Francia AP-7), y la carretera interior de la costa A-2 y conecta entre las dos vías por la carretera C-60. La Roca del Vallés está situada en el valle mediano del río Mogent, accidentado en el este por las vertientes interiores de la cordillera Litoral (534 m s. n. m.), sector donde se localizan bosques de pinos y encinas (2.427 hectáreas).

## Prehistoria

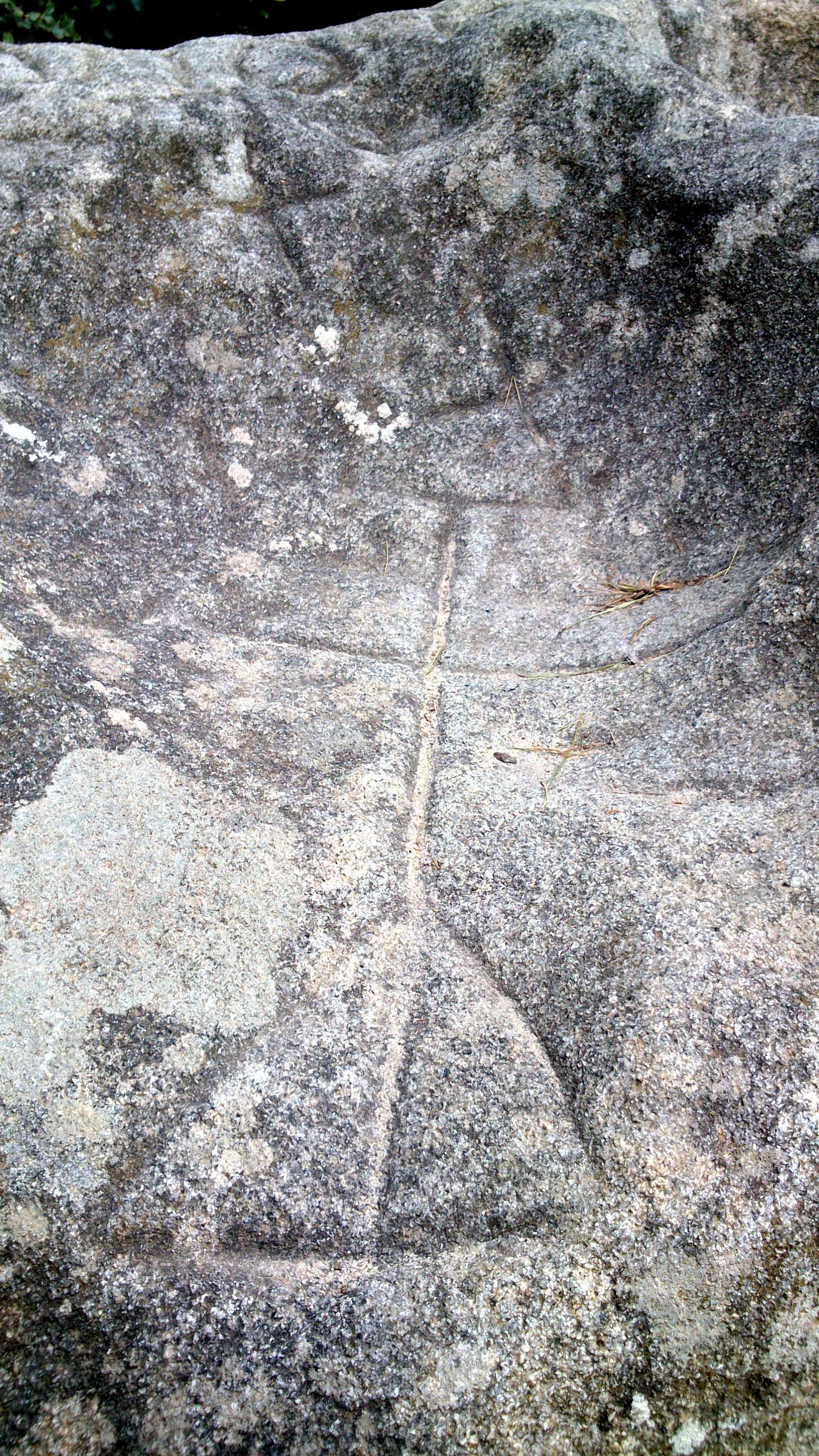
Grabado en la piedra de las cruces.

Una de las muestras más interesantes de la presencia humana temprana en estos parajes corresponden a las pinturas rupestres prehistóricas de la Pedra de les Orenetes. Pertenecientes al Arte esquemático (y no al Arte levantino como erróneamente se incluyen), la expresión creencial de los grupos productores neolíticos (6500-3500 años antes del presente), fue descubierta por Josep Estrada Garriga, en 1945. Puntiformes, líneas onduladas, trazos, algún antropomorfo, máculas, en definitiva formas abstractas, son de las raras pinturas sobre soporte  granítico de Cataluña y de los pocos yacimientos con arte hallados en la provincia de Barcelona. Como manifestación importante de la capacidad intelectual humana, han sido incluidas en el Patrimonio de la Humanidad por la UNESCO (1998), bajo la nomenclatura administrativa de Arte rupestre del arco mediterráneo de la península ibérica. Yacimientos con el mismo arte pictórico se encuentran también en los municipios del Cogul, Albi, Os de Balaguer, Olèrdola, La Llacuna, Montblanc, entre otros. Carece de algún tipo de protección, por lo que su conservación se halla en peligro permanente (Fuentes: Associació Catalana d´Art Prehistòric)

## Historia
La Roca del Vallés está habitada desde tiempos inmemoriales tal y como muestran restos arqueológicos como dólmenes, tumbas y pinturas, encontrados de la época de los íberos.
En 1952 prácticamente se reconstruyó casi todo el castillo y se restauró de forma moderna. Los restos originales del castillo de La Roca formaban una planta casi rectangular de la que se conservan los muros de las caras norte, este y oeste; al pie del muro situado al norte había un pozo de hielo excavado en la roca, depósito cilíndrico de gran amplitud.
A partir de la década de los sesenta se inició la industrialización del término. Se trasladaron un buen número de fábricas de Barcelona, localizadas sobre todo al borde del Mogent y a los sectores de Can Font de la Parera en Santa Agnés de Malanyanes y de Valldoriolf. Hay fábricas textiles, de plásticos, de juguetes, de confección, alimentarias, y auxiliares de la construcción.
En 1964 se situó la planta de tratamiento y de distribución de las aguas del Ter para Barcelona en la planicie de Can Ribes.
Durante el decenio de 1960-70 la población experimentó un crecimiento del 72,40%, y del 31% durante el de 1970-80. Durante los últimos veinte años del siglo XX el municipio ha crecido de una forma considerable, en parte debido a que el pueblo se ha convertido en lugar de veraneo y de segunda residencia.

## Blasonado

### Escudo
Escudo embaldosado: de sinople, un roque de oro acompañado de tres cruces griegas patadas de oro malordenadas, el pie de oro, 4 palos de gules. Por timbre una corona de barón.

Fue aprobado el 17 de mayo de 2001.
El roque es una señal parlante y las tres cruces son un elemento tradicional del escudo de la población. El castillo de la Roca del Vallés fue el centro de una baronía desde 1468, y esto se simboliza por la corona de barón. Al pueblo se le otorgó el título de «calle de Barcelona», y por eso el escudo ostenta los cuatro palos reales, emblema del Casal de Barcelona.

## Demografía
La Roca del Vallés cuenta con una población de 10 962 habitantes (INE 2024).
| Gráfica de evolución demográfica de La Roca del Vallés entre 1842 y 2021 |
| |
| Población de derecho según los censos de población del INE. Población de hecho según los censos de población del INE.En este censo se denominaba La Roca, Vilanova, Valderiló y Malañanes: 1842. En estos censos se denominaba La Roca: 1857, 1860, 1877, 1887, 1897, 1900, 1910, 1920, 1930, 1940, 1950, 1960, 1970 y 1981. Entre el censo de 1991 y el anterior, disminuye el término del municipio porque independiza a Vilanova del Vallés. |

La Roca del Vallés tiene un total de 10 666 habitantes, de los cuales 5315 son hombres y 5352 mujeres, según datos del INE 2018. En 2017 su población era de 10 536 habitantes.

### Núcleos de población
La Roca del Vallés está formado por tres núcleos o entidades de población. 
Lista de población por entidades:
| Entidad de población      | Habitantes (2024) |
| ------------------------- | ----------------- |
| Roca del Vallès, La       | 6447              |
| Santa Agnès de Malanyanes | 1804              |
| Torreta, la               | 2705              |
| Fuente: Municat           |                   |

### Evolución demográfica
| 1769                       | 2147 | 2527 | 5805 | 9656 |
| (Fuente: [cita requerida]) |      |      |      |      |

- Gráfico demográfico de La Roca del Vallés entre 1717 y 2007

1717-1981: población de hecho; 1990- : población de derecho

## Administración
| 1979-1983   | Francesc Mestre i Andreu | Independents |
| 1983-1987   | Joan Pujol i Alabau      | PSC          |
| 1987-1991   | Joan Pujol i Alabau      | PSC          |
| 1991-1995   | Joan Pujol i Alabau      | CiU          |
| 1995        | Romà Planas Miró         | PSC          |
| 1995-1999   | Salvador Illa Roca       | PSC          |
| 1999        | Josep Estapé Vila        | Independent  |
| 1999-2005   | Salvador Illa Roca       | PSC          |
| 2005-2007   | Miquel Estapé Valls      | PSC          |
| 2007-2011   | Rafael Ros Panedo        | CiU          |
| 2011-2015   | Rafael Ros Panedo        | CiU          |
| 2015-2018   | Albert Gil Gutiérrez     | ERC          |
| 2018-2019   | Carles Fernàndez Pérez   | PSC          |
| 2019-2023   | Albert Gil Gutiérrez     | ERC          |
| 2023-Actual | Marta Pujol              | JuntsxCat    |

## Fiestas locales
- Fiesta mayor - Celebrada el segundo fin de semana de septiembre.
- 29 de noviembre